# Saint-Ondras
Saint-Ondras és un municipi francès situat al departament de la Isèra i a la regió d'Alvèrnia-Roine-Alps. L'any 2007 tenia 567 habitants.

## Demografia

### Població
El 2007 la població de fet de Saint-Ondras era de 567 persones. Hi havia 208 famílies de les quals 44 eren unipersonals (20 homes vivint sols i 24 dones vivint soles), 72 parelles sense fills, 80 parelles amb fills i 12 famílies monoparentals amb fills.
La població ha evolucionat segons el següent gràfic:
Habitants censats

### Habitatges
El 2007 hi havia 250 habitatges, 217 eren l'habitatge principal de la família, 25 eren segones residències i 8 estaven desocupats. 238 eren cases i 12 eren apartaments. Dels 217 habitatges principals, 182 estaven ocupats pels seus propietaris, 25 estaven llogats i ocupats pels llogaters i 10 estaven cedits a títol gratuït; 1 tenia una cambra, 2 en tenien dues, 21 en tenien tres, 63 en tenien quatre i 130 en tenien cinc o més. 40 habitatges disposaven pel capbaix d'una plaça de pàrquing. A 77 habitatges hi havia un automòbil i a 131 n'hi havia dos o més.

### Piràmide de població
La piràmide de població per edats i sexe el 2009 era:
| Homes | Edats   | Dones |
| ----- | ------- | ----- |
| 0     | 95 o +  | 0     |
| 4     | 90 a 94 | 4     |
| 4     | 85 a 89 | 4     |
| 0     | 80 a 84 | 0     |
| 8     | 75 a 79 | 8     |
| 4     | 70 a 74 | 12    |
| 20    | 65 a 69 | 4     |
| 8     | 60 a 64 | 12    |
| 16    | 55 a 59 | 12    |
| 24    | 50 a 54 | 20    |
| 28    | 45 a 49 | 24    |
| 20    | 40 a 44 | 16    |
| 16    | 35 a 39 | 8     |
| 20    | 30 a 34 | 20    |
| 8     | 25 a 29 | 12    |
| 12    | 20 a 24 | 12    |
| 28    | 15 a 19 | 20    |
| 32    | 10 a 14 | 12    |
| 16    | 5 a 9   | 8     |
| 8     | 0 a 4   | 16    |

## Economia
El 2007 la població en edat de treballar era de 385 persones, 292 eren actives i 93 eren inactives. De les 292 persones actives 275 estaven ocupades (151 homes i 124 dones) i 17 estaven aturades (8 homes i 9 dones). De les 93 persones inactives 42 estaven jubilades, 21 estaven estudiant i 30 estaven classificades com a «altres inactius».

### Ingressos
El 2009 a Saint-Ondras hi havia 231 unitats fiscals que integraven 609,5 persones, la mediana anual d'ingressos fiscals per persona era de 18.300 €.

### Activitats econòmiques
Dels 24 establiments que hi havia el 2007, 1 era d'una empresa alimentària, 3 d'empreses de fabricació d'altres productes industrials, 9 d'empreses de construcció, 4 d'empreses de comerç i reparació d'automòbils, 1 d'una empresa de transport, 2 d'empreses d'hostatgeria i restauració, 1 d'una empresa financera, 1 d'una empresa de serveis i 2 d'entitats de l'administració pública.
Dels 9 establiments de servei als particulars que hi havia el 2009, 2 eren tallers de reparació d'automòbils i de material agrícola, 1 guixaire pintor, 2 fusteries, 3 lampisteries i 1 restaurant.
L'any 2000 a Saint-Ondras hi havia 14 explotacions agrícoles que ocupaven un total de 246 hectàrees.

## Equipaments sanitaris i escolars
El 2009 hi havia una escola elemental integrada dins d'un grup escolar amb les comunes properes formant una escola dispersa.

## Poblacions més properes
El següent diagrama mostra les poblacions més properes.